# الأبرشية الرومانية الكاثوليكية في الرباط

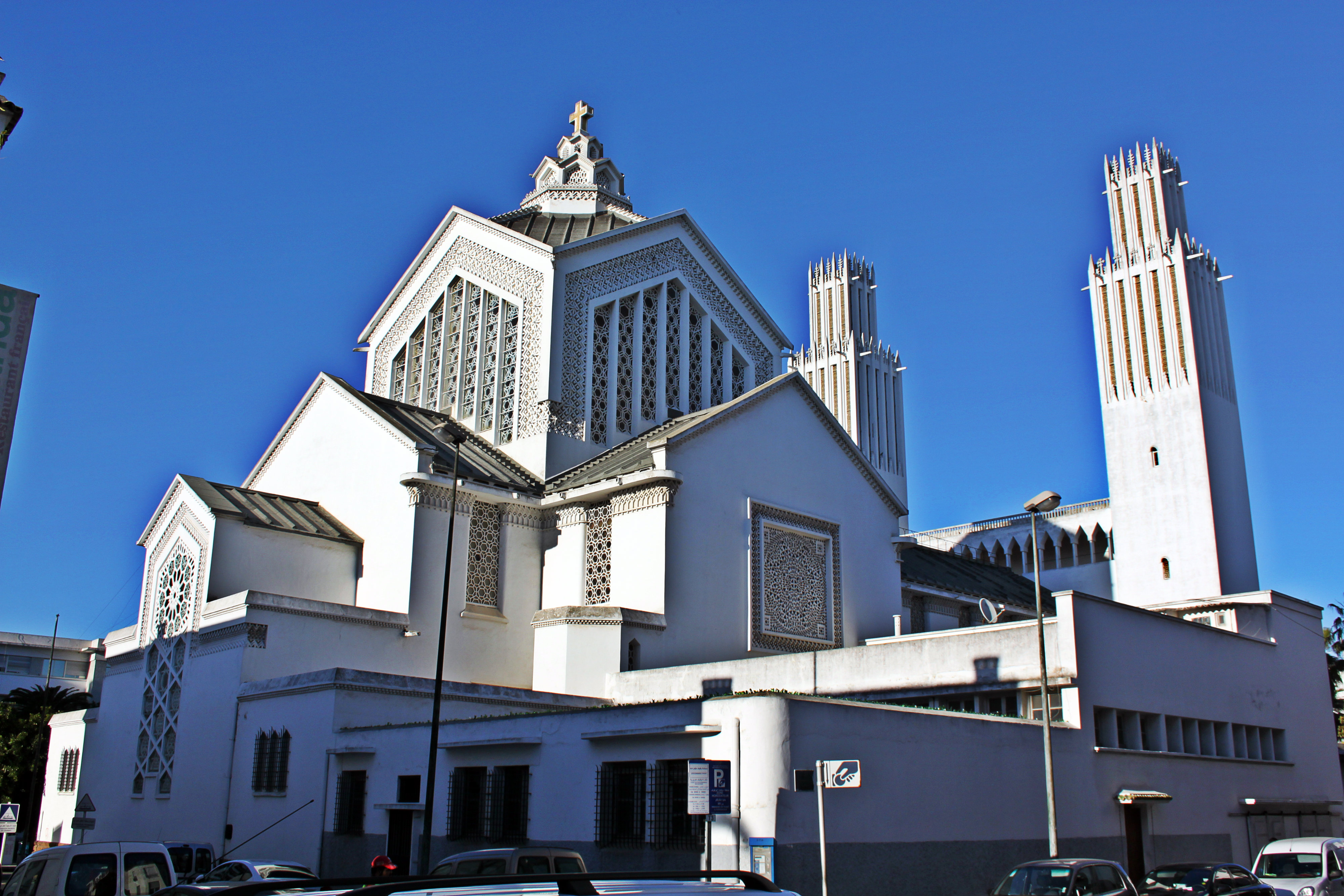
كاتدرائية القديس پيير بالرباط.

أبرشية الرباط أو الأبرشية الرومانية الكاثوليكية في الرباط (باللاتينية:Archidioecesis Rabatensis) هي الكنيسة الإقليمية أو كنيسة رعية الرومان الكاثوليك بالمغرب. وقد أقيمت على نحو الكنيسة الرسولية التجريبية (بالإنجليزية: Apostolic vicariate) بالرباط في 2 يوليو 1923 من قبل البابا بيوس الحادي عشر، وانتقلت إلى صفة الأبرشية من قبل البابا بيوس الثاني عشر يوم 14 سبتمبر 1955.

## قائمة الأساقفة والكهنة الرسوليين في الرباط
- فيكتور كولومبانوس دراير، من الرهبنة الكبوشية (1923 - 1927)
- هنري فيللي، من الرهبنة الفرنسيسكانية (1927 - 1946)
- لويس فرانسوا-أميدي يفبفر، من الرهبنة الفرنسيسكانية (1947 - 1968)
- جان مارسيل-إيف ماري-برنار، من الرهبنة الفرنسيسكانية (1968 - 1982)
- هوبير ميشون، (1983 - 2001)
- فينسنت لانديل، من تجمع كهنة القلب المقدس (2001 - 2017)
- كريستوفر لوبيز روميرو، من الرهبنة الساليزيانية (2017 - حتى الآن) (كاردينال في عام 2019)

## معرض الصور

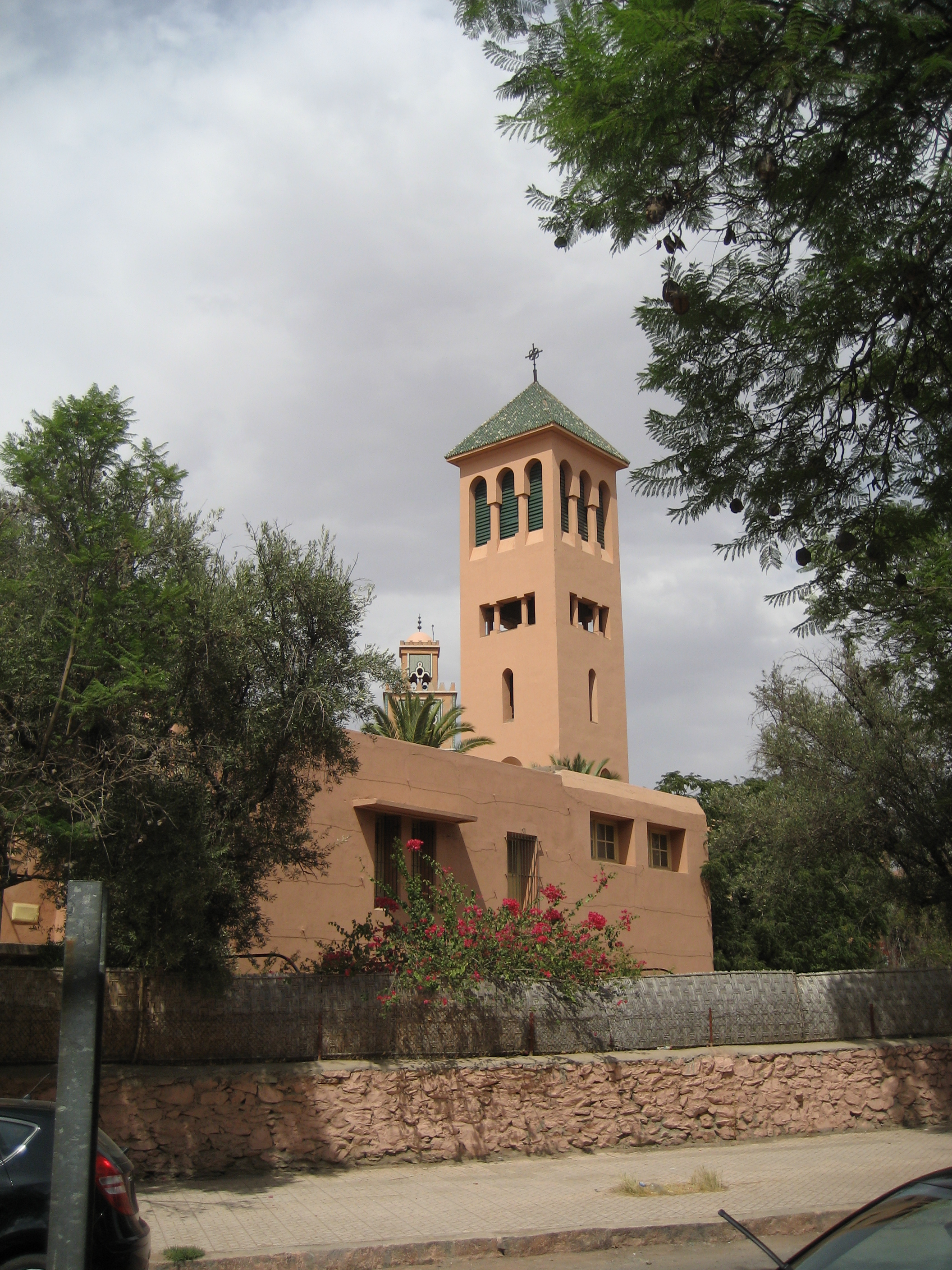
كنيسة الشهداء القديسين في مراكش
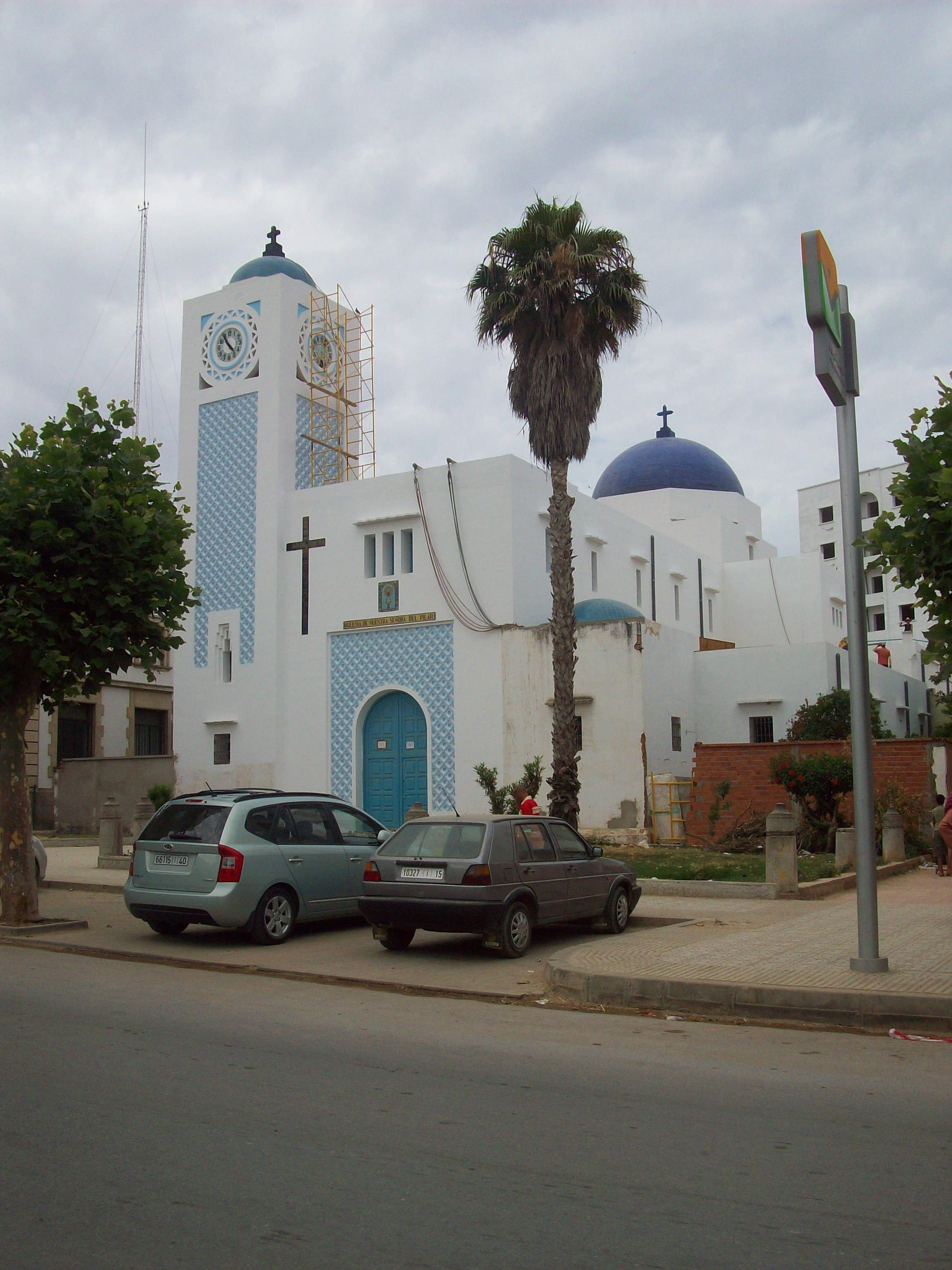
كنيسة سيدة بيلار في العرائش
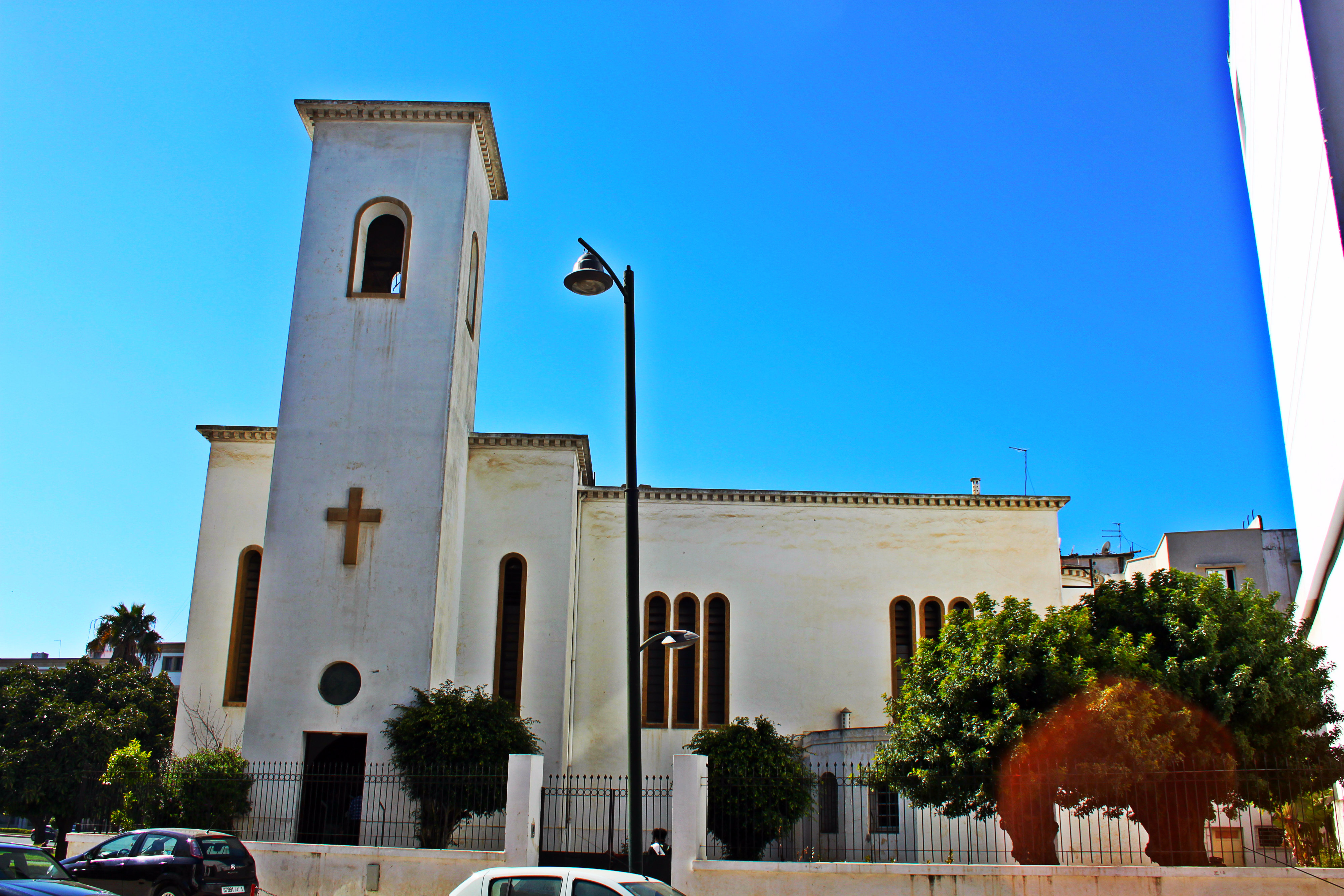
كنيسة سان فرنسوا في الرباط
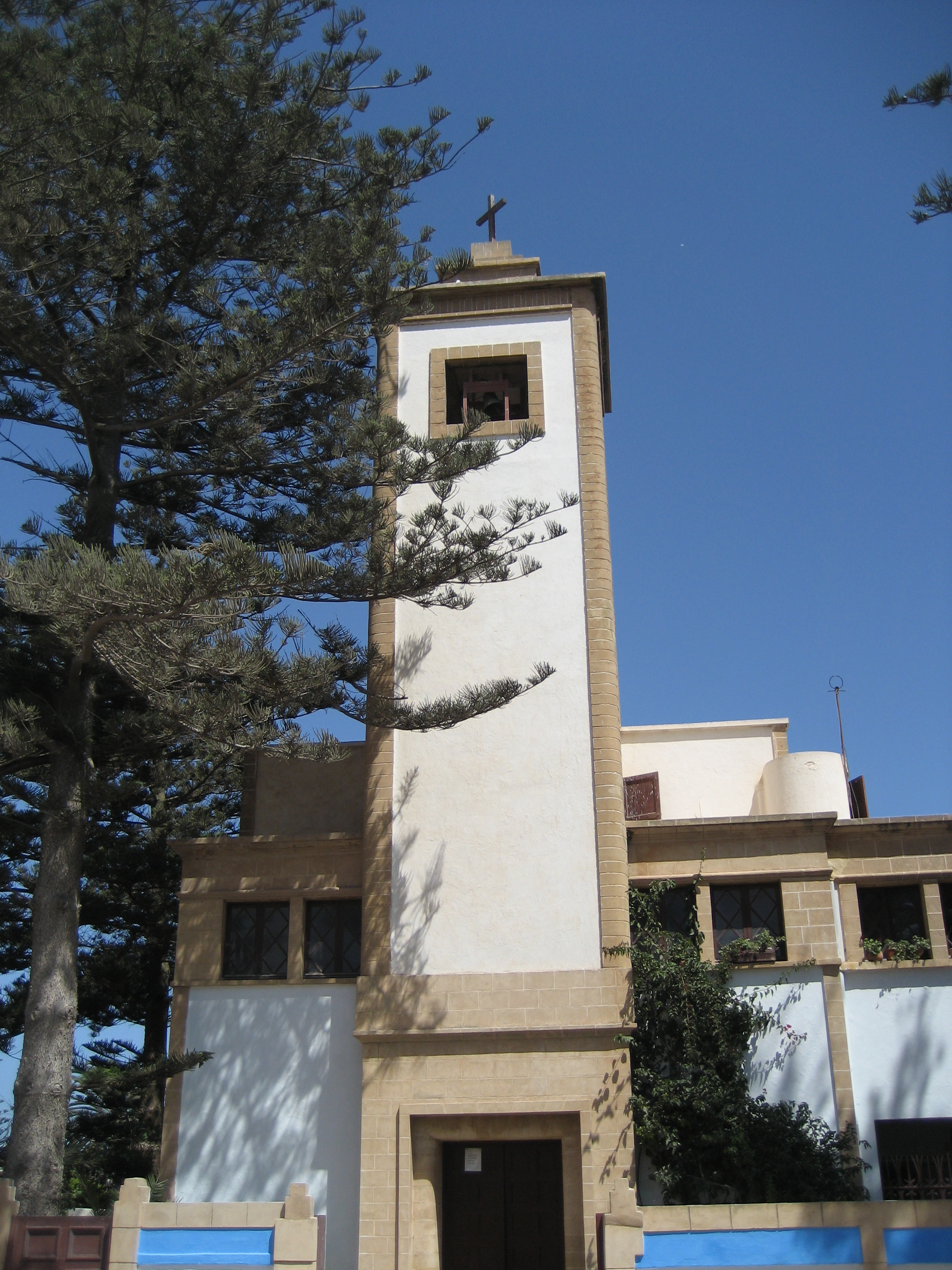
كنيسة سيدة الإنتقال في الصويرة
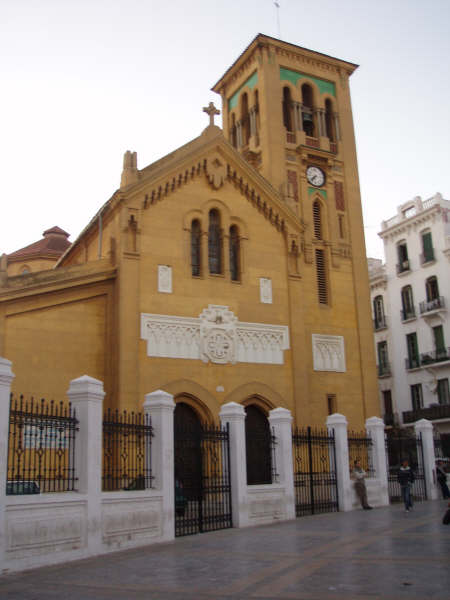
كنيسة سيد الإنتصار في تطوان

## وصلات خارجية
- الموقع الرسمي
- Catholic-Hierarchy
- Giga-Catholic Information